# スライドギター
スライドギター（英語: slide guitar、別名：ボトルネックギター）は、ギターの奏法のひとつ。スライドバーと呼ぶ棒を指に装着または持ち、弦がフレットや指板から浮いた状態のままバーを任意の位置で弦に接触させ、ピッキングして発音する奏法である。

## 概要

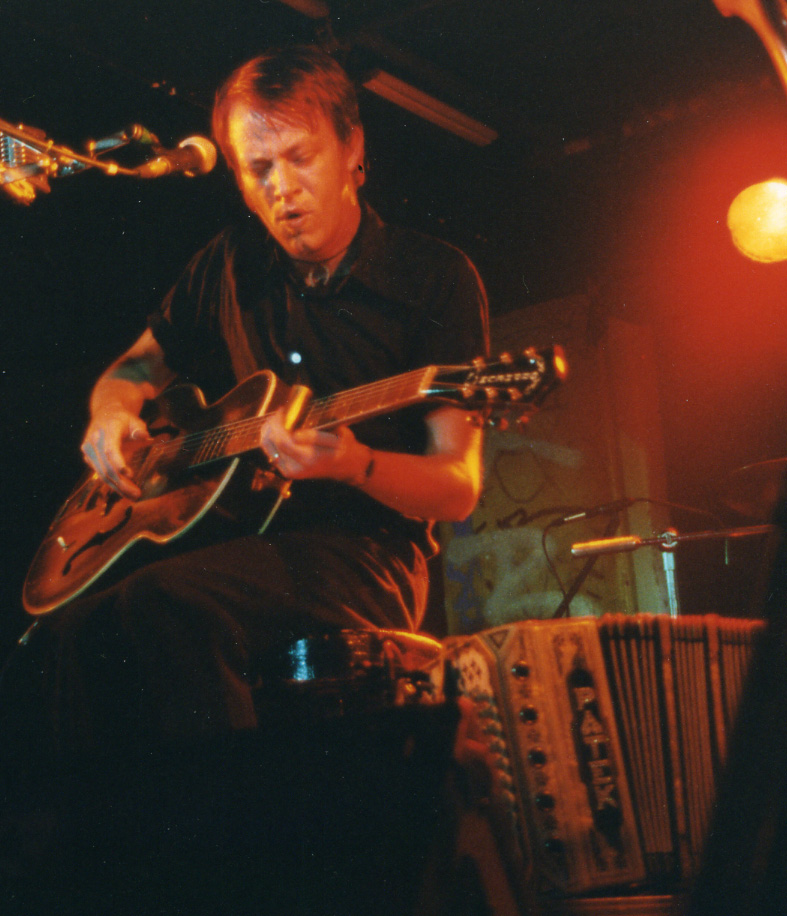
デヴィッド・ユージン・エドワーズによるボトルネック奏法

別名であるボトルネックギターの由来は、もともとは酒瓶などの瓶の首の部分をカットしたもの（ボトルネック）に指を通して使用していたことによる。
初期のデルタ・ブルースのスライド・ギター奏者は、アメリカ南部のミシシッピ・デルタ出身者がひじょうに多く、彼らがもともと畑で歌っていたアフリカ起源の歌が影響を与えていたと見られている。スライドギターの利点は、弦をフレットに触れさせずに音程を得られるため、スライドバーをスライドさせることで、微分音の表現が可能になり、特有の幅広いビブラートやグリッサンドを行えることである。ハワイのギタリストは、標準的なチューニングから、いくつかの弦をゆるめる「スラック・キー」を使用する。この際、開放弦がそのまま和音となるようにチューニングされることが多い。これは現代の音楽シーンではオープン・チューニングと呼ばれている。ブルースでも同様にオープン・チューニングが多用される。
1923年のシルヴェスター・ウィーヴァーによる「ギター・ラグ」は、スライド・ギターの初期の録音として知られている。スライド・ギター奏法は主にハワイアンやブルース、カントリーミュージックなどの奏法として発達し、スライド奏法の演奏に特化したスティール・ギターがある。通常のスパニッシュ・タイプのギターにおいては、リゾネーター・ギター（一般にドブロ・ギターと呼ばれるギター）などが、音量が増大して金属音の独特な効果が出ることも相まって、好んで用いられた。カントリー・ブルースのロバート・ジョンソン、ブラインド・ウィリー・ジョンソン、タンパ・レッド、ココモ・アーノルドらは、スライドギター演奏の初期の演奏家である。その後マディ・ウォーターズやエルモア・ジェームスらによりブルースがエレクトリック化し、それをルーツとした白人ブルース・ロックの隆盛が起きて、エレクトリックギターで優れたスライド演奏をするミュージシャンが現れた。デュアン・オールマンやローウェル・ジョージ、ジェシ・エド・デイヴィス、ライ・クーダー、デレク・トラックス、サニー·ランドレスらは、スライド・ギターの名手として知られている。

## 詳細・スライドバー

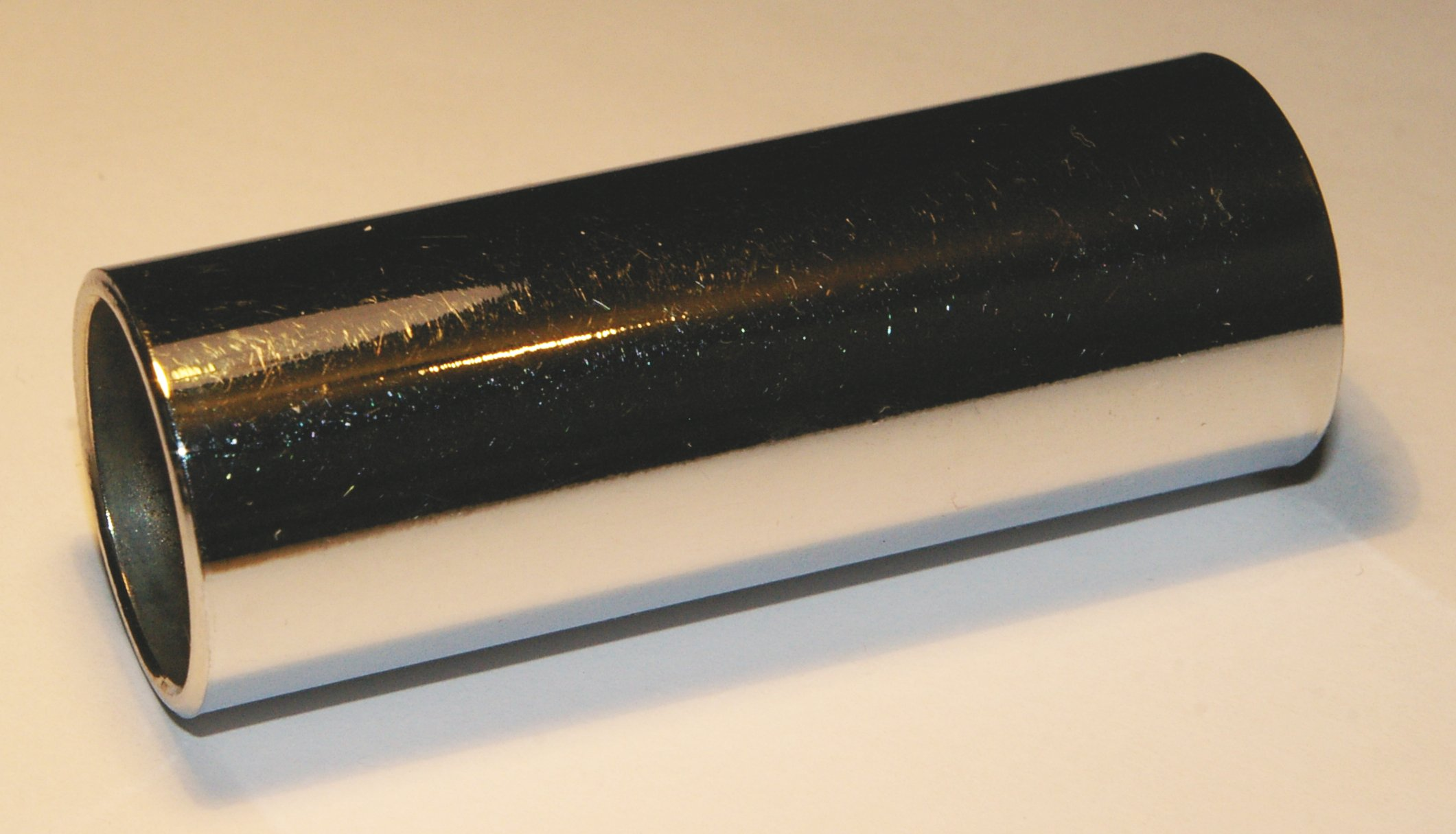
金属製のスライドバー

ガラス、ブラス、鉄、ステンレス、陶器など様々な材質があり、また大きさ、形状、重さも様々である。それぞれ音の効果や、弾きやすさなどが異なる。
スライドバーは楽器店などで購入できるが、ガラス瓶を切断して自作することも可能である。堅牢性を重視して製造されるガラス瓶から作ったスライドバーは、楽器店で売られているものよりも肉厚で音が良いと言われる事もあるが、切り口が危険であるため、安全のため研磨するなどのDIY技量が必要である。化粧品や薬品などの小瓶を使うのも手で、スライドギターの名手として名高いデュアン・オールマンは「コリシディン」という薬の瓶をそのまま使っていた。市販のスライドバーやガラス瓶以外にも様々な物で代用可能であり、中には（時には応急的または演出的に）ソケットレンチ・金属製ライター・ナイフ・牛の骨などを使う者もいる。座奏するスティール・ギターでは、通常は指を入れる穴のない重量のある金属製のスライドを使用する。

## 著名なスライド奏者

### 世界
- ブライアン・ジョーンズ
- デュアン・オールマン
- チャーリー・パットン
- サン・ハウス
- サント・ファリナ
- マディ・ウォーターズ
- ジョン・リー・フッカー
- エルモア・ジェイムス
- ハウンド・ドッグ・テイラー
- ジェフ・ベック
- タンパ・レッド
- ココモ・アーノルド
- ローウェル・ジョージ
- ライ・クーダー
- ジェシ・エド・デイヴィス
- ジョージ・ハリスン
- ロン・ウッド
- デレク・トラックス
- ジョニー・ウィンター
- エリック・サーディナス
- デヴィッド・リンドレー
- サニー・ランドレス

### 日本
- 内田勘太郎（憂歌団）
- 桑田佳祐（サザンオールスターズ）
- 鈴木茂（SKYE、はっぴいえんど、ティン・パン・アレイ他）
- 高田漣
- 田原健一 （Mr.Children）
- 山内総一郎（フジファブリック）
- 山崎まさよし